# 風林火山 (小説)
『風林火山』（ふうりんかざん）は、井上靖の長編小説。1953年（昭和28年）10月から翌年12月にかけて『小説新潮』に15回にわたって連載された。単行本は1955年新潮社刊。同時期には並行して多くの連載や短編を手がけている。
1951年（昭和26年）に毎日新聞社を退社して作家生活に入った井上の初期の中編で、『甲陽軍鑑』に登場する甲斐国武田信玄に仕えた足軽大将で、軍師的なイメージで語られる山本勘助を描く歴史小説である。山本勘助については戦後の研究で架空の人物とする説が成立していたが、1969年（昭和44年）に『市河文書』の発見で実在性が確定した。それまでは伝説的人物として存在が疑問視されており、井上靖自身も史実性を疑っている。
創作ノートなど作品に関する文学資料は神奈川近代文学館に所蔵されている。

## あらすじ
参州牛窪出身の浪人山本勘助は駿河今川家への士官を望んでいたが容れられず、今川家臣の庵原家に奇遇していた。勘助は甲斐武田家への士官を望み、同じく浪人の青木大膳に武田家臣板垣駿河守を襲撃させ、板垣を助けると同時に大膳をも始末し、武田家士官の糸口をつかんだ。
武田家中においては宿老甘利備前守など勘助を疎むものもいたが、父信虎を追放した青年国主晴信（信玄）に重用され、まもなく行われた諏訪侵攻に際しては諏訪領主諏訪頼重との和睦を進言し、さらに晴信の意中を察して頼重を謀殺する。諏訪平定に際して乗り込んだ高島城では頼重の娘由布姫と出会う。自害を拒む気丈さに打たれた勘助は姫を助け、武田と諏訪の宥和のため姫を晴信の側室にする。やがて晴信と姫の間には四郎（勝頼）が生まれ、勘助は自らが心から仕える晴信と姫のため、信濃攻略に専念する。
やがて姫は病死し、信濃攻略において武田は村上義清を駆逐して越後の上杉謙信と対峙する。勘助は密かに勝頼を次期当主とすることを望みつつ、川中島の戦いが近づいてくる。

## ”風林火山”という熟語について
現在では武田信玄を扱った創作その他において”風林火山”という四字熟語は多用されるが、これは井上の造語であり、井上は後年、〈いかなることを意味しているか、よく解らない〉ことを理由に、新潮社の担当記者に題の変更を促されたことを回想している。
また、熟語”風林火山”が一般的になった理由として、1957年（昭和32年）に新国劇で舞台化されたことを挙げている。

## 備考
この小説では、上田原の戦いと砥石崩れの順番が逆に描かれている。大河ドラマ版ではそれが訂正されている。

## 映像化作品

### 映画
三船敏郎主演で1969年に映画化された。

### テレビドラマ
テレビ朝日は開局年である1959年に原保美、1969年に東野英治郎主演で連続ドラマとして、2006年1月8日の時代劇スペシャルとして北大路欣也主演で放映した。日本テレビ系列では1992年12月31日に年末大型時代劇スペシャル第8弾として、里見浩太朗主演で放送されている。さらに2007年放送の、NHK大河ドラマ『風林火山』の原作となっている。ただ、大河ドラマ版は過去に複数回にわたって映像化されていたことに加え、原作執筆時との歴史観の相違もあってか、原作に忠実ではない。また原作にオリジナルストーリーを加えているわけでもなく、むしろオリジナルストーリーに原作の要素を取り入れる形で作られている。
- 風林火山 (1959年のテレビドラマ)
- 風林火山 (1969年のテレビドラマ)
- 風林火山 (1992年のテレビドラマ)
- 風林火山 (2006年のテレビドラマ)
- 風林火山 (NHK大河ドラマ)